# Hydropsyche punica
Hydropsyche punica là một loài Trichoptera trong họ Hydropsychidae. Chúng phân bố ở miền Cổ bắc.